# Ambato
Ambato (originellement San Juan Bautista de Ambato) est une ville du centre de l'Équateur, et la capitale de la province du Tungurahua. Elle est aussi connue sous les noms de Ville des  Fleurs, des Fruits, et du Pain, Berceau des trois Juan, Jardin de l'Équateur, Terre de Tendresse, Cité Cosmopolite... Située sur le río Ambato à 128 km au sud de Quito, la cité est placée au cœur de la Cordillère des Andes équatorienne, à 2 577 mètres d'altitude. Ambato comptait 175 282 habitants en 2001, ce qui en fait la neuvième ville du pays en nombre d'habitants.

## Géographie
Ambato est située à 128 kilomètres au sud de Quito sur la route panaméricaine, en plein centre du pays. La ville est traversée par le río Ambato qui sépare les quartiers de Ficoa, d'Atocha et de Pinllo, du centre de la ville.
Déficit hydrique du bassin versant du río Ambato
Encerclée par les volcans, Ambato est à une heure de route du Tungurahua et du Chimborazo, et deux heures du Cotopaxi. C'est donc l'endroit idéal pour commencer l'ascension de ces montagnes. La ville se trouve à 2 577 m d'altitude et son climat est tempéré toute l'année ; la température varie entre 14 et 19 °C.

## Étymologie
Avant l'arrivée des Incas, Hambato était le nom d'un État indépendant peuplé d'indigènes provenant de la région amazonienne. Ces peuples avaient des noms exotiques tels que Huapantis, Píllaros, Quisanpichas, Izambas et Hambatos. Hambato signifierait : la colline de la grenouille

## Histoire
Après la fondation de Quito par les conquistadors espagnols, ceux-ci se dirigèrent vers la région d'Ambato sur ordre de Benalcazar. Ils vainquirent la résistance inca à la tête de laquelle se trouvait alors le valeureux Rumiñahui.
Au XVIIe siècle, la première imprimerie du pays fut établie à Ambato. Et en 1835, le premier journal est édité dans cette ville. Depuis, Ambato est devenu un centre de diffusion de la pensée écrite dans le pays.
Le 12 novembre 1820, la ville obtint son indépendance grâce à un mouvement révolutionnaire initié par un groupe de patriotes armés commandés par Cipriano Delgado. L'armée de Antonio José de Sucre arriva ensuite de Guayaquil pour libérer la ville des Espagnols avant la célèbre bataille de Pichincha.
Le 5 août 1949, la ville, déjà rayée de la carte en 1698, fut entièrement détruite par un tremblement de terre qui fit environ 3 000 victimes. Elle fut reconstruite par la suite, mais a perdu en grande partie les traces de la période coloniale.

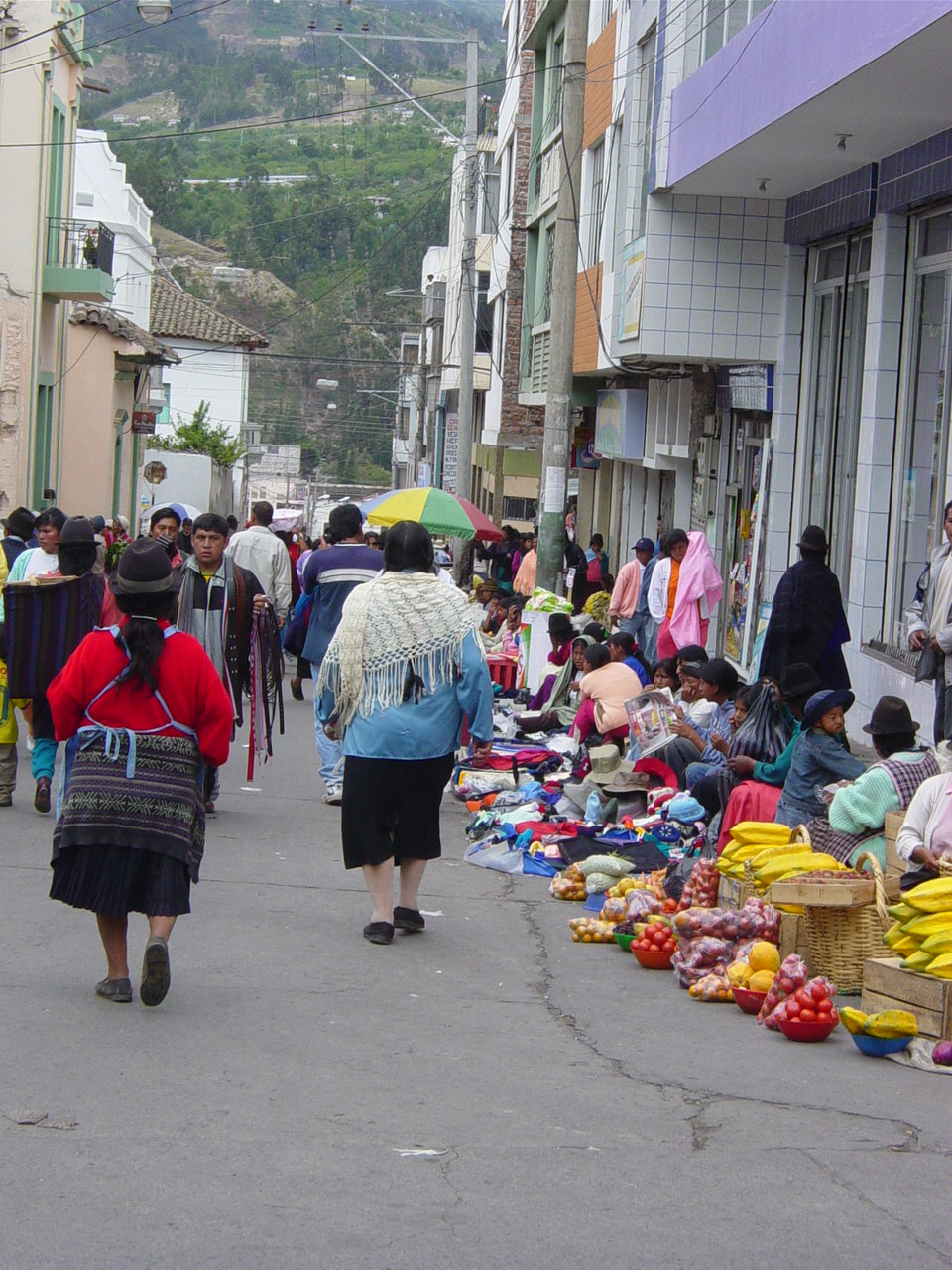
Marché

## Population
La ville d'Ambato comptait 297 001 habitants lors du dernier recensement de la population effectué en 2001 par l'Institut National de Statistiques et de Recensement.

## Économie
Ambato est la troisième ville de l’Équateur et un grand moteur industriel et commercial d’une grande importance pour l’économie du pays. Grâce à son parc industriel et sa situation géographique la ville a développé une industrie forte et prospère   avec le taux de chômage le plus bas et stable du pays.
Ambato concentre  des grands secteurs industriels  comme le textile, alimentation, construction, tanneries, usines de caoutchouc et produit chimiques. L’assemblage de voitures et poids lourdes est le fleuron de l’économie de cette ville.
La ville est nommée ville de fruits et de fleurs grâce à la grande production de ces produits aux alentours de la ville. Les principaux fruits cultivés dans la région sont les prunes, les poires, pommes, pêches, cerises, nectarines, mûres et fraises.

Ambato possède un aéroport (code AITA : ATF).

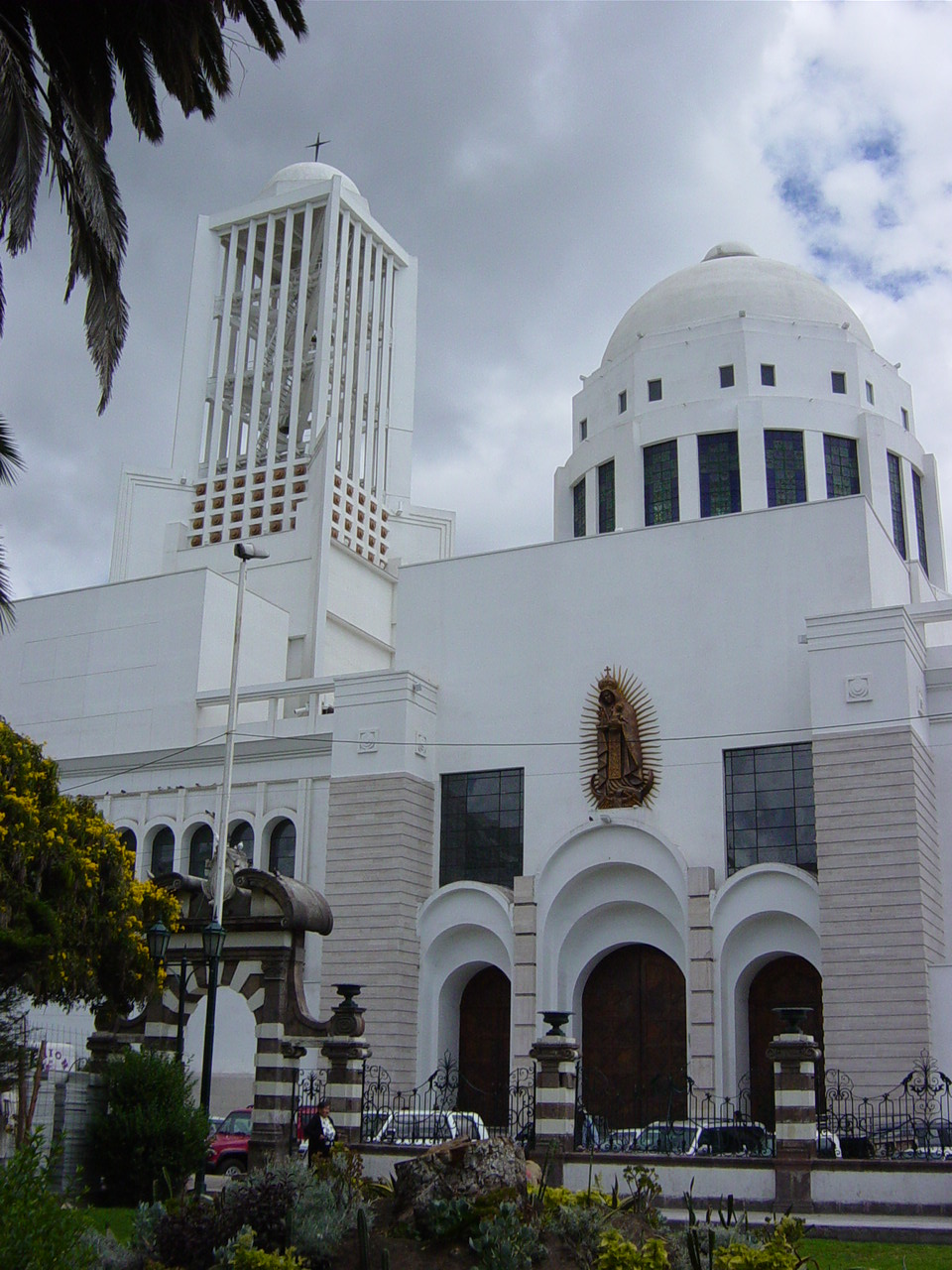
Cathedrale d'Ambato

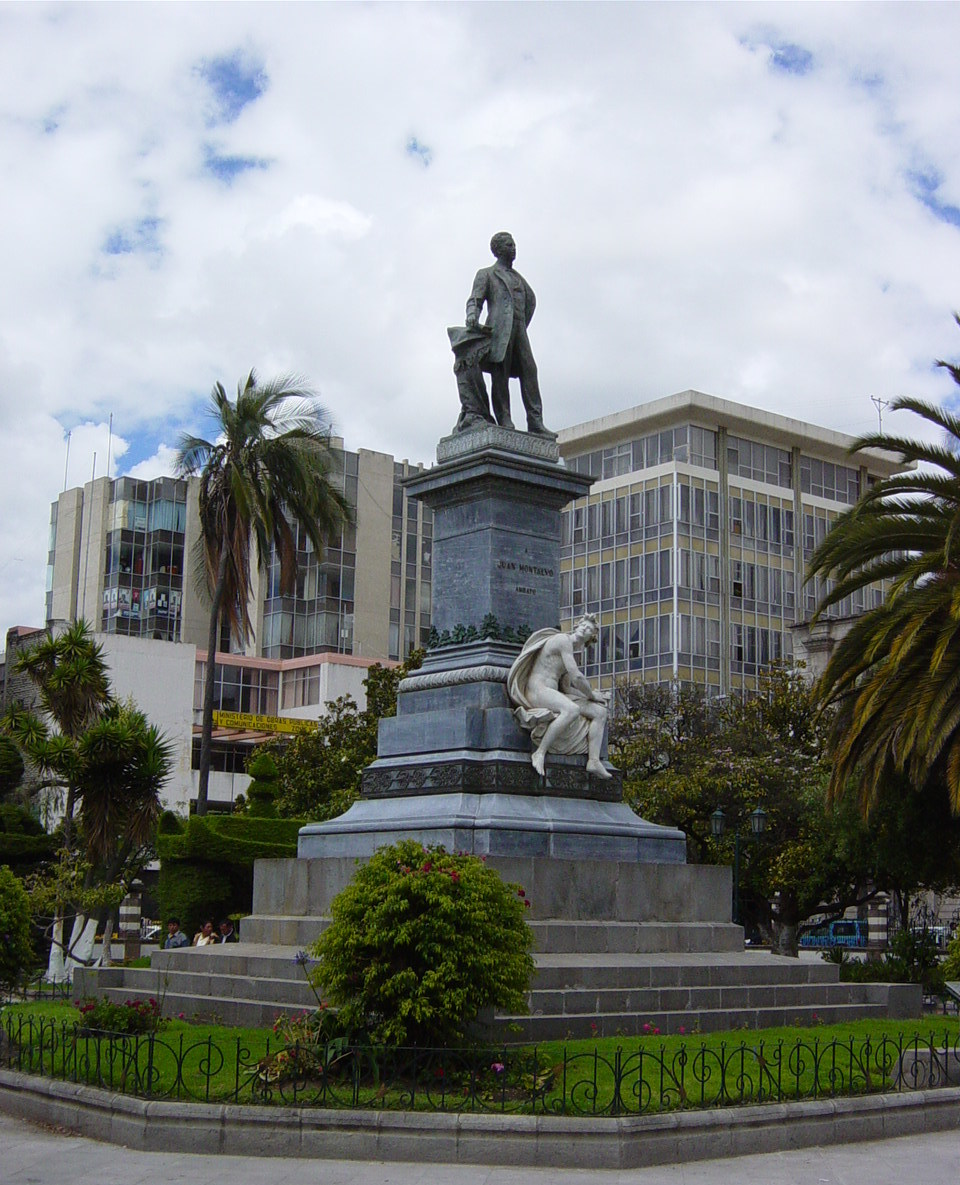
Monument à Montalvo

## Culture
Ambato est une ville où la culture (en particulier la littérature, les arts plastiques, la musique... et la gastronomie !) a toujours joué un grand rôle. La première imprimerie de l'Équateur (dont plusieurs monuments et une rue - Primera Imprenta - gardent le souvenir) y fut installée en 1755 par des jésuites, et aujourd'hui encore circule un grand nombre de revues culturelles, ou portant sur des thématiques sociales.

### Musées
La quinta de Juan Montalvo
La maison de Juan Montalvo 
La quinta de Juan León Mera
Le musée de sciences naturelles Héctor Vásquez

### Bibliothèque
Une bibliothèque municipale La Biblioteca de Autores Nacionales

### Festivités et événements
Depuis 1951, la fiesta de la fruta y de las flores (la fête du fruit et des fleurs) est très réputée dans tout l'Équateur. Elle a lieu à la période du carnaval, dure une semaine et est égayée de divers défilés, expositions d'art, spectacles folkloriques, corridas, manifestations sportives, festivals de danses et de théâtre...
La ville est réputée pour ses fruits, ses fleurs, son pain (pan de Pinllo). Ambato est nommée le Jardin de l’Équateur.

### Littérature
Au titre des trois Juan, figurent : Juan Montalvo, Juan León Mera (écrivains équatoriens) et Juan Benigno Vela (homme politique). Les villas (quintas) des deux premiers sont conservées avec soin, et font partie des principaux attraits touristiques de la ville.

### Cinéma
- Cinemark[5]

## Parc des amoureux
Situé au milieu des bâtiments, à Bellavista, ce parc est rempli de cyprès taillés en forme de fruits, personnages, etc.

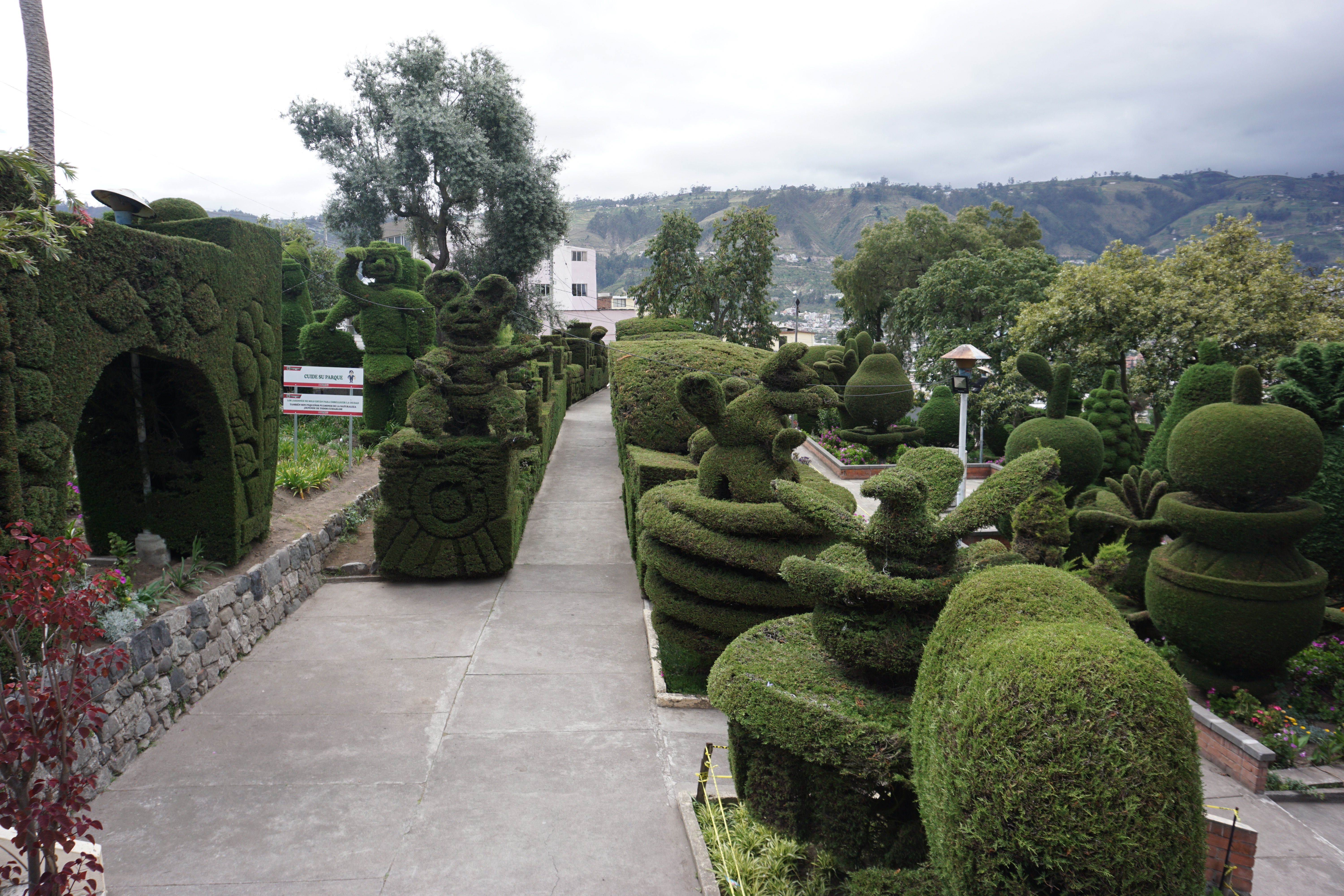
Parc des amoureux, Bellavista, Ambato

## Enseignement
- Université pontificale catholique de l'Équateur
- Université technique d'Ambato

## Personnalités
- Mauricio Montalvo Samaniego (1961-), avocat et diplomate, y est né.
- Hermelinda Urvina (1905-2008), née à Ambato, aviatrice, pionnière de l'aviation.
- Oswaldo Viteri, peintre, né à Ambato en 1931.

## Relations internationales

### Jumelage
La ville d'Ambato est jumelée avec: 
- Santa Fe, Espagne (1990)